# 찰스 로젠
찰스 웰스 로젠(영어: Charles Welles Rosen, 1927년 5월 5일 – 2012년 12월 9일)는 미국의 피아니스트이자 음악 작가이다. 그는 콘서트 피아니스트로서의 경력, 녹음, 그리고 그의 많은 저술로 기억된다.

## 생애
찰스 로젠은 1927년 5월 5일 뉴욕시에서 러시아계 유대인 이민자 부부에게서 태어났다. Charles는 4세에 음악 공부를 시작했고 6세에 줄리아드 스쿨에 등록했다. 11세에 그는 모리츠 로젠탈과 피아노를 공부하기 위해 줄리아드를 떠났다. 1862년에 태어난 로젠탈은 프란츠 리스트의 제자였습. 로젠은 요제프 호프만의 연주를 들었고, 나중에 그는 호프만이 로젠탈보다 자신에게 더 큰 영향을 미쳤다고 생각했다.
17세에 프린스턴 대학교에 입학하여 프랑스어를 공부하고 수학 및 철학 과정도 수강했다. 1947년에 졸업했을 때 그는 프린스턴에서 프랑스 대학원 과정을 계속할 수 있도록 2,000달러의 장학금을 제안받았다.
로젠은 강의실 교육을 거의 받지 않고 음악 학자로서의 지위를 얻었다. 로젠의 광범위한 음악 지식은 부분적으로는 문화적으로 풍부한 가족 배경과 부분적으로는 독서에서 비롯된 것으로 보인다.
1951년은 바쁜 한 해였다. 그는 프랑스 문학 박사 학위를 마치고 첫 피아노 연주회를 가졌다. 피아니스트로서의 그의 경력은 처음에는 더디게만 발전했으며 16세기 프랑스에서 시와 음악의 관계를 연구하기 위해 풀브라이트 장학금을 받고 파리로 여행했다. 1953년 그는 매사추세츠 공과대학교로 옮겨 프랑스어를 가르쳤다.
Columbia의 제안은 콘서트 피아니스트로 성공적인 경력을 시작했다. 로젠은 전 세계에서 수많은 리사이틀과 오케스트라 활동에 출연했다. 작가이자 학자로서의 로젠의 경력은 40세가 넘었을 때 시작되었다. 1970년 로젠은 그의 첫 번째 뉴욕 리뷰 오브 북스의 칼럼을 썼다. 1971년 그의 첫 번째이자 가장 유명한 책인 The Classical Style을 출판했다. 이 작업은 매우 성공적이었고 내셔널 북 어워드를 수상했다.